# Aderus applicaticeps
Aderus applicaticeps é uma espécie de inseto besouro da família Aderidae. Foi descrita cientificamente por Maurice Pic em 1903.

## Distribuição geográfica
Habita em Brasil.